# Tari Phillips
Tari Phillips (née le 6 mars 1969 à Orlando, Floride) est une joueuse américaine professionnelle de basket-ball.

## Biographie
Elle évolue à l'université de Géorgie durant ses trois premières années universitaires et aide l'équipe des Lady Bulldogs à atteindre les Finales régionales de NCAA en 1987 et 1988. Elle est transférée pour son année senior à l'université du centre de la Floride, dont elle sort diplômée en 1991.
Elle joue pour les Colorado Xplosion en ABL, puis est sélectionnée par l'équipe de sa ville natale le Miracle d'Orlando au premier tour (8e rang) de la draft WNBA le 4 mai 1999. 
Après sa saison rookie en 1999, elle est sélectionnée par le Fire de Portland lors de la draft d'expansion WNBA en décembre 1999, mais elle est transférée par la suite au Liberty de New York juste avant le début de la saison WNBA 2000. Elle joue pour le Liberty de 2000 à 2004. À l'issue de la saison 2004, elle devient agent libre et signe avec les Comets de Houston pour la saison WNBA 2005.
Phillips a fait partie de l'équipe américaine championne du monde en 2002, où elle remplaçait Tina Thompson. Parallèlement à sa carrière WNBA, elle joue dans le championnat italien, qu'elle remporte deux fois : en 2000 avec Priolo et en 2003 avec Tarente.

## Palmarès
- Championnat du monde de basket-ball féminin 2002
- Championne d'Italie 2000 et 2003

## Distinctions individuelles
- Joueuse ayant le plus progressé de la saison WNBA 2000[1]
- Second meilleur cinq de la WNBA (2002)